# Cleomella
Cleomella, rod jednogodišnjeg raslinja iz porodice Cleomaceae s oko 20 priznatih vrsta rasprostranjenih po zapadnim predjelima Sjeverne Amerike

## Vrste
1. Cleomella angustifolia Torr.
2. Cleomella arborea (Nutt.) Roalson & J.C.Hall
3. Cleomella brevipes S.Watson
4. Cleomella californica (Greene) Roalson & J.C.Hall
5. Cleomella hillmanii A.Nelson
6. Cleomella jaliscensis E.Villegas & R.Delgad.
7. Cleomella jonesii (J.F.Macbr.) J.C.Hall & Roalson
8. Cleomella longipes Torr.
9. Cleomella lutea (Hook.) Roalson & J.C.Hall
10. Cleomella mexicana Moc. & Sessé ex DC.
11. Cleomella multicaulis (DC.) J.C.Hall & Roalson
12. Cleomella obtusifolia Torr. & Frém.
13. Cleomella oxystyloides Roalson, J.C.Hall & Riser
14. Cleomella palmeri (A.Gray) J.C.Hall & Roalson
15. Cleomella palmeriana M.E.Jones
16. Cleomella parviflora A.Gray
17. Cleomella perennis Iltis
18. Cleomella platycarpa (Torr.) Roalson & J.C.Hall
19. Cleomella plocasperma S.Watson
20. Cleomella serrulata (Pursh) Roalson & J.C.Hall
21. Cleomella sparsifolia (S.Watson) J.C.Hall & Roalson

## Sinonimi
- Isomeris Nutt.
- Isopara Raf.
- Oxystylis Torr. & Frém.
- Peritoma DC.
- Wislizenia Engelm.